# Jean Antoine Pierre Mévolhon
Jean Antoine Pierre Mévolhon (nacido el  en Sisteron y fallecido el  en Cachan) es un hombre político Francés, diputado a los Estados Generales de 1789 y a la Asamblea Constituyente (1789-1791).

## Biografía
En 1779, fue abogado en el parlamento de Provenza, en Aix, luego obtuvo el cargo de síndico de la viguerie de Sisteron. Fue elegido diputado del Tercer Estado de la senechaussee de Forcalquier a los Estados Generales de 1789 . Toma el Juramento de la Cancha de Tenis y vota como el resto de los Tiers.
Al final de su mandato, volvió a ser recaudador de impuestos del distrito de Sisteron hasta 1793, antes de ser denunciado por conspiración. Huyó, llegó a París y obtuvo una misión con los ejércitos. Durante el verano y el otoño de 1793, cruzó Francia, antes de que Dherbez-Latour decretara su arresto. Después de la caída de Robespierre, salió de su escondite en París, y obtuvo del comité general de seguridad el levantamiento de esta orden de arresto el 30 de Thermidor An II y la de los sellos colocados en su propiedad.
El 26 Pluviôse An IV, fue arrestado bajo sospecha de participación en el día revolucionario realista de Vendémiaire 13. Liberado de estas sospechas, se convirtió en inspector de convoyes militares, luego de suministros militares. Bajo el Consulado (historia de Francia), fue presidente de la corte de Sisteron, luego se convirtió en jefe de legión de la Guardia Nacional (Francia) en París.
Fue nombrado Barón del Imperio en 1810.